# Cristinápolis (ort)
Cristinápolis är en ort i Brasilien.   Den ligger i kommunen Cristinápolis och delstaten Sergipe, i den östra delen av landet, 1 200 km öster om huvudstaden Brasília. Cristinápolis ligger 153 meter över havet och antalet invånare är 6 430.
Terrängen runt Cristinápolis är huvudsakligen platt. Cristinápolis ligger uppe på en höjd. Närmaste större samhälle är Rio Real, 19,3 km väster om Cristinápolis.
Omgivningarna runt Cristinápolis är huvudsakligen savann. Runt Cristinápolis är det ganska glesbefolkat, med 31 invånare per kvadratkilometer.